# Воздвиженский Домнушкин монастырь
Воздвиженский Домнушкин монасты́рь (также Домнин монастырь) — бывший женский монастырь Русской православной церкви, располагавшийся в 2 километрах от марийской деревни Ахмоличи Яранского уезда Вятской губернии (ныне Кировская область, Россия).

## История
Обитель основана в 1914 году на берегу реки Чернушки в Покровском приходе села Лом (Предтеченское). Относился к Вятской епархии.
Монастырь был деревянный, состоял из церкви и 7 больших корпусов, включавших инородческую миссионерскую школу, амбар, конюшню, хлев. На праздник Воздвиженья проводилась ярмарка. Настоятельницей монастыря все годы его существования являлась Домна (Ахмолина), по имени которой обитель стали называть Домнушкин монастырь.
По воспоминаниям очевидца событий Андрея Ивановича Козлова: «В 1922 году здание церкви решено было перевести в село Шешургу под клуб. В ту же ночь церковь подожгли». Старожилы уточнили: поджёг церковь Ахмолин Николай Васильевич, родственник Домны.
Несмотря на накрытие монастыря, религиозная жизнь здесь ещё некоторое время продолжалась. В районной газете от 30 сентября 1927 года в заметке «Контрреволюция под флагом веры..» читаем: «Органами ГПУ в с. Лому Шешургской волости раскрыта контрреволюционная монархическая организация, которая работала под флагом религии и веры с 1923 г. Во главе этой группы стояли 2 иеромонаха бывшего Домнушкиного монастыря и священник села Лом Голохвастов».